# Bulbophyllum limbatum
Bulbophyllum limbatum là một loài phong lan thuộc chi Bulbophyllum.